# ¿Quién es mi padre?
¿Quién es mi padre? fue un programa de televisión presentado por Carlota Corredera, producido por La Fábrica de la Tele para Mediaset España y su emisión en Telecinco.
Se emitió entre el 8 de octubre y el 6 de noviembre de 2022.

## Formato
¿Quién es mi padre? aborda las historias de diversas personas cuya existencia es fruto de relaciones extramatrimoniales de hombres muy conocidos que no han reconocido su paternidad. Estas personas están seguras de quién es su padre, tienen pruebas y respuestas, pero también muchas preguntas. 
A lo largo de cada entrega, el espacio va desgranando las historias de estos hijos no reconocidos y el arduo proceso de demandas, pruebas de ADN y pleitos al que se enfrentan para lograr el reconocimiento paterno y los derechos que conlleva. Además de ofrecer este completo repaso en forma de documental, con análisis de la hemeroteca y, en muchos casos, presentación de pruebas, este nuevo formato, sirve de altavoz para los propios protagonistas, sus familiares, amigos y esas personas que siempre han estado a su lado en sus particulares cruzadas para obtener su legítima aceptación: sus madres. 
Tras la emisión de cada uno de los bloques del documental, Carlota Corredera analiza y comenta en plató la información ofrecida a los espectadores, acompañada de un equipo de colaboradores formados por periodistas, abogados, expertos en cada uno de los casos presentados y también los propios afectados y sus allegados.

## Equipo
- Producción: La Fábrica de la Tele
- Dirección y coordinación: Carlos Arévalo

### Presentadoras
| Carlota Corredera | Periodista y presentadora |  |  |  |  |  |

### Colaboradores
|                        | Información                                             | Programas | Programas | Programas | Programas | Programas | Programas | Programas | Programas | Programas |
| 1                      | Información                                             | 2         | 3         | 4         | 5         |           |           |           |           |           |
| ---------------------- | ------------------------------------------------------- | --------- | --------- | --------- | --------- | --------- | --------- | --------- | --------- | --------- |
| Ana Villarubia         | Psicóloga                                               |           |           |           |           |           |           |           |           |           |
| Terelu Campos          | Presentadora                                            |           |           |           |           |           |           |           |           |           |
| Kiko Matamoros         | Colaborador de televisión y ex representante de famosos |           |           |           |           |           |           |           |           |           |
| Rosa Villacastín       | Periodista                                              |           |           |           |           |           |           |           |           |           |
| Angie Calero           | Periodista                                              |           |           |           |           |           |           |           |           |           |
| Miguel Ángel Pastor    | Periodista y exjefe de prensa de Julio Iglesias         |           |           |           |           |           |           |           |           |           |
| Antonio Montero        | Periodista                                              |           |           |           |           |           |           |           |           |           |
| Juan Luis Galiacho     | Periodista                                              |           |           |           |           |           |           |           |           |           |
| Ingrid Sartiau         | Hija ilegítima de Juan Carlos I                         |           |           |           |           |           |           |           |           |           |
| Blanca de Borbón       | Hija de Leandro de Borbón y prima de Juan Carlos I      |           |           |           |           |           |           |           |           |           |
| Fernando Osuna         | Abogado                                                 |           |           |           |           |           |           |           |           |           |
| Pilar Vidal            | Periodista                                              |           |           |           |           |           |           |           |           |           |
| Teresa Bueyes          | Abogada                                                 |           |           |           |           |           |           |           |           |           |
| Cuca García de Vinuesa | Periodista y exjefa de prensa de José María Ruiz-Mateos |           |           |           |           |           |           |           |           |           |
| Ricardo Reyes          | Periodista deportivo                                    |           |           |           |           |           |           |           |           |           |
| Quique Guasch          | Periodista deportivo                                    |           |           |           |           |           |           |           |           |           |
| Pipi Estrada           | Periodista deportivo                                    |           |           |           |           |           |           |           |           |           |
| Cristina Porta         | Periodista deportiva y colaboradora de televisión       |           |           |           |           |           |           |           |           |           |
| Laura Fa               | Periodista                                              |           |           |           |           |           |           |           |           |           |

Con la participación especial de:
- Javier Santos (Programa 1)
- Adela Mª Montes de Oca (Programa 3)
- Eugenia Laprovittola (Programa 4)
- Santiago Lara (Programa 4)

Actuaciones:
- Gonzalo Hermida (Programa 1)

## Episodios
| Temporada | Temporada | Episodios | Estreno              | Final                  | Audiencia media | Audiencia media |
| Temporada | Temporada | Episodios | Estreno              | Final                  | Espectadores    | Cuota           |
| --------- | --------- | --------- | -------------------- | ---------------------- | --------------- | --------------- |
|           | 1         | 5         | 8 de octubre de 2022 | 6 de noviembre de 2022 | 850 000         | 10,4%           |

### Temporada 1 (2022)
| N.º (Prog.) | Título                                  | Protagonista                       | Fecha de emisión       | Audiencia         |
| ----------- | --------------------------------------- | ---------------------------------- | ---------------------- | ----------------- |
| 1           | «Mi padre es... Julio Iglesias»         | Javier Santos                      | 8 de octubre de 2022   | 989 000 (12,2%)   |
| 2           | «Mi padre es... Juan Carlos I»          | Albert Solà                        | 15 de octubre de 2022  | 1 191 000 (14,1%) |
| 3           | «Mi padre es... José María Ruiz-Mateos» | Adela Mª Montes de Oca             | 22 de octubre de 2022  | 929 000 (10,5%)   |
| 4           | «Mi padre es... Diego Maradona»         | Eugenia Laprovittola Santiago Lara | 29 de octubre de 2022  | 572 000 (6,8%)    |
| 5           | «Mi padre es... Miguel Gila »           | Carmen Gila                        | 6 de noviembre de 2022 | 568 000 (8,5%)    |

A partir del programa 5, fue reubicado en la franja de late night tras sus bajos datos de audiencia.